# تيم أرمسترونغ (سياسي)
تيم أرمسترونغ (بالإنجليزية: Tim Armstrong)‏ هو سياسي نيوزلندي، ولد في 28 سبتمبر 1875 في نيوزيلندا، وتوفي في 8 نوفمبر 1942 في ويلينغتون في نيوزيلندا. حزبياً، نشط في حزب العمال النيوزيلندي. وقد انتخب عضو مجلس النواب النيوزيلندي.